# Sujata Mohapatra
Sujata Mohapatra (née à Balasore le 27 juin 1968) est une célèbre danseuse et enseignante classique indienne du style odissi,. Elle est notamment reconnue pour sa rigueur enseignante et, comme danseuse, pour sa grâce. Elle a contribué à la renaissance et à la popularisation de la danse Odissi, suivant notamment les traces de son beau-père Kelucharan Mohapatra.

## Jeunesse et débuts
Elle a commencé à apprendre la danse odissi dès son plus jeune âge avec son maître (gourou) Sudhakar Sahu. À Bhubaneshwar, Odisha, en 1987, elle s'est formée à l'Odissi Research Center. C'est ensuite avec un autre et illustre maître Kelucharan Mohapatra (1926-2004) l'un des plus fameux danseurs et enseignants de l'odissi qu'elle s'est perfectionnée. Elle a épousé Ratikant Mohapatra (en), son fils qui est lui aussi un danseur renommé, leur fille Preetisha Mohapatra est elle aussi une danseuse odissi.

## Carrière
Sous la direction de Kelucharan Mohapatra, son style de danse a évolué et elle a été préparée pour devenir l'une des toutes premières danseuses odissi de sa génération. Sujata Mohapatra se produit en Inde et dans d'autres pays en tant que soliste et elle est membre influente de la troupe de danse Srjan, fondée par son beau-père,.
Sujata Mohapatra est une enseignante reconnue de l'art de la danse odissi. Elle est la directrice de Srjan (Odissi Nrityabasa), une institution reconnue fondée par Guru Kelucharan Mohapatra. Elle est par ailleurs titulaire d'un Master en littérature 'Odia literature de l'Utkal University et a effectué des travaux de recherche au centre de recherche d'odissi.

## Citation
- « Si un jour on ne pratique pas, on le sait soi-même; si un deuxième jour on ne pratique pas, alors le gourou le sait; si pour un troisième jour on ne le fait pas, on ne pratique pas, alors le public le sait. »

## Prix et récompenses
- Nritya Choodamani de Krishna Gana Sabha, Chennai, 2014
- Prix Mahari, Fondation Pankaj Charan
- 2e prix Sanjukta Panigrahi, Chitra Krishnamurthi de Washington DC
- Prix Aditya Birla Kala Kiran, Mumbai
- Prix de la Fondation Raaza, Delhi
- Nritya Ragini, Puri, 2002
- Prix Baisakhi
- Prana Natta Samman
- Abhi Nandika, Puri, 2004
- Bheemeshwar Pratikha Samman, 2004
- Raaza Puruskar, 2008
- Artiste de haut niveau de Doordarshan Artiste de catégorie exceptionnel en ICCR